# شغفتيك
شغفتيك (بالفارسية: شگفتیک) هي قرية تقع في قسم آواجيق الجنوبي الريفي (مقاطعة تشالدران) في إيران.